# Motis
Motis est un groupe de rock français, originaire de Franche-Comté.   

## Biographie

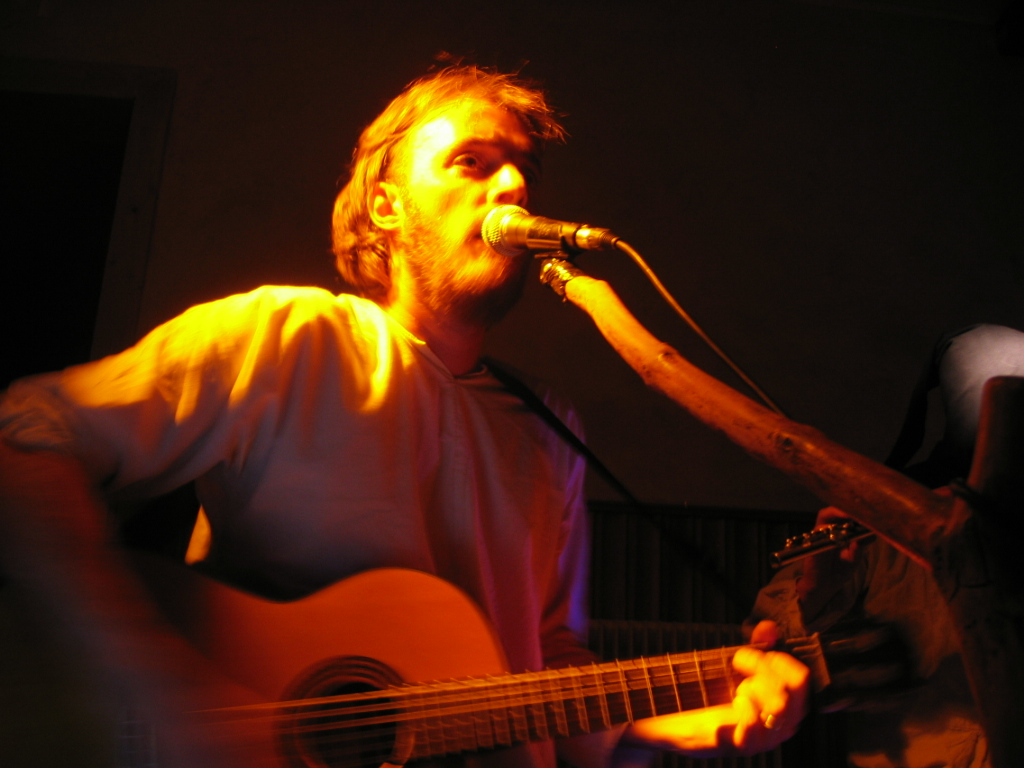
Motis en concert en 2007.

Le groupe Motis est formé en 2000 dans le Haut-Jura, par l'auteur-compositeur multi-instrumentiste Emmanuel Tissot comme projet solo. Un premier album-concept auto-produit, intitulé À chacun son Graal, est publié la même année. 
Après plusieurs autres auto-productions, en 2004, le groupe publie l'album Prince des hauteurs chez Musea. À cette occasion, Emmanuel Tissot s'associe au percussionniste Rémy Diaz, délaissant les guitares électriques et les accords de claviers « pour ne garder que l’acousticité médiévale et traditionnelle d’un Gabriel Yacoub fiévreux et romantique, période Bel (1990), sans en avoir toujours l’évidence mélodique. »
En 2007 sort le quatrième album du groupe, L'Homme-loup, toujours chez Musea. « Le groupe franc-comtois soigne et renforce l'hommage à Ange, période 72-74, en se hissant à la hauteur des originaux tout en les mettant aux goûts du jour », selon Big Bang Mag.
En 2014, le groupe termine l'enregistrement de son dixième album, Josquin Messonnier
En 2015, pour célébrer les 15 ans du groupe, le groupe sort une compilation vinyle 33 tours « réalisée avec Fred Woff, M' COM Musique, le dessinateur Larsen et l’infographiste Fred Mauron. » L'album live Live - sur les chemins est publié le 29 octobre 2016. Il est enregistré durant la tournée Josquin Messonnier - Live 2014-2016, deux ans durant lesquels le groupe joue à travers divers festivals en France comme notamment La Fraternelle, Le Bœuf sur le Toit, La Sittelle, La Grenette, et L'Épinette dans le Jura, L'Écho de la Serve en Ardèche, le Festival Rock au Château en Haute-Saône, le Festival International de rock progressif Crescendo en Charente-Maritime, et le festival Interceltique de Lorient, en Bretagne. En mars 2018, le groupe est annonce aux côtés d'Ange au Moulin, à Brainans.

## Membres

### Membres actuels
- Emmanuel Tissot - chant, bouzouki électrique, orgue Hammond, mellotron, synthétiseurs analogiques[5]
- Tony Carvalho - batterie, percussions, chœurs
- Martial Baudoin - basse, chœurs

### Musiciens invités
- André Balzer - chant
- Delphine Tissot - chœurs
- Christian Descamps

## Discographie

### Albums studio
- 2000 : À chacun son Graal
- 2001 : La fête de fous
- 2004 : Prince des hauteurs
- 2007 : L'Homme-loup
- 2011 : Ripaille
- 2014 : Josquin Messonnier
- 2018 : Deglingo

### Albums live
- 2001 : Première veillée (live du festival de Rosset)
- 2003 : Dansons (live de la Tournée d'été et du Festival interceltique de Lorient)
- 2004 : La Dame et le dragon (live de la première de concerts du groupe Ange)
- 2007 : Live crescendo (live du Festival International de rock progressif Crescendo de Saint-Palais-sur-Mer)
- 2016 : Live - sur les chemins

### Compilation
- 2015 : Ménestrels (compilation pour les 15 ans du groupe au format collector vinyle 33 tours)